# Hipposideros fulvus
Hipposideros fulvus је сисар из реда слепих мишева и фамилије Hipposideridae.

## Угроженост
Ова врста није угрожена, и наведена је као последња брига јер има широко распрострањење.

## Распрострањење
Ареал врсте покрива средњи број држава. 
Врста је присутна у Индији, Кини, Авганистану, Пакистану, Непалу, Шри Ланци и Бангладешу.

## Станиште
Станиште врсте су шуме. 
Врста је по висини распрострањена од нивоа мора до 2600 метара надморске висине.